# أولاد بوزيد (سيدي حجاج)
أولاد بوزيد هي إحدى مشيخات المملكة المغربية، تتبع جغرافيا لإقليم سطات وإداريًا لسيدي حجاج. يقدر عدد سكانها بـ 9586 نسمة حسب الإحصاء الرسمي للسكان والسكنى لسنة 2004.